# Pueblo gitano en España

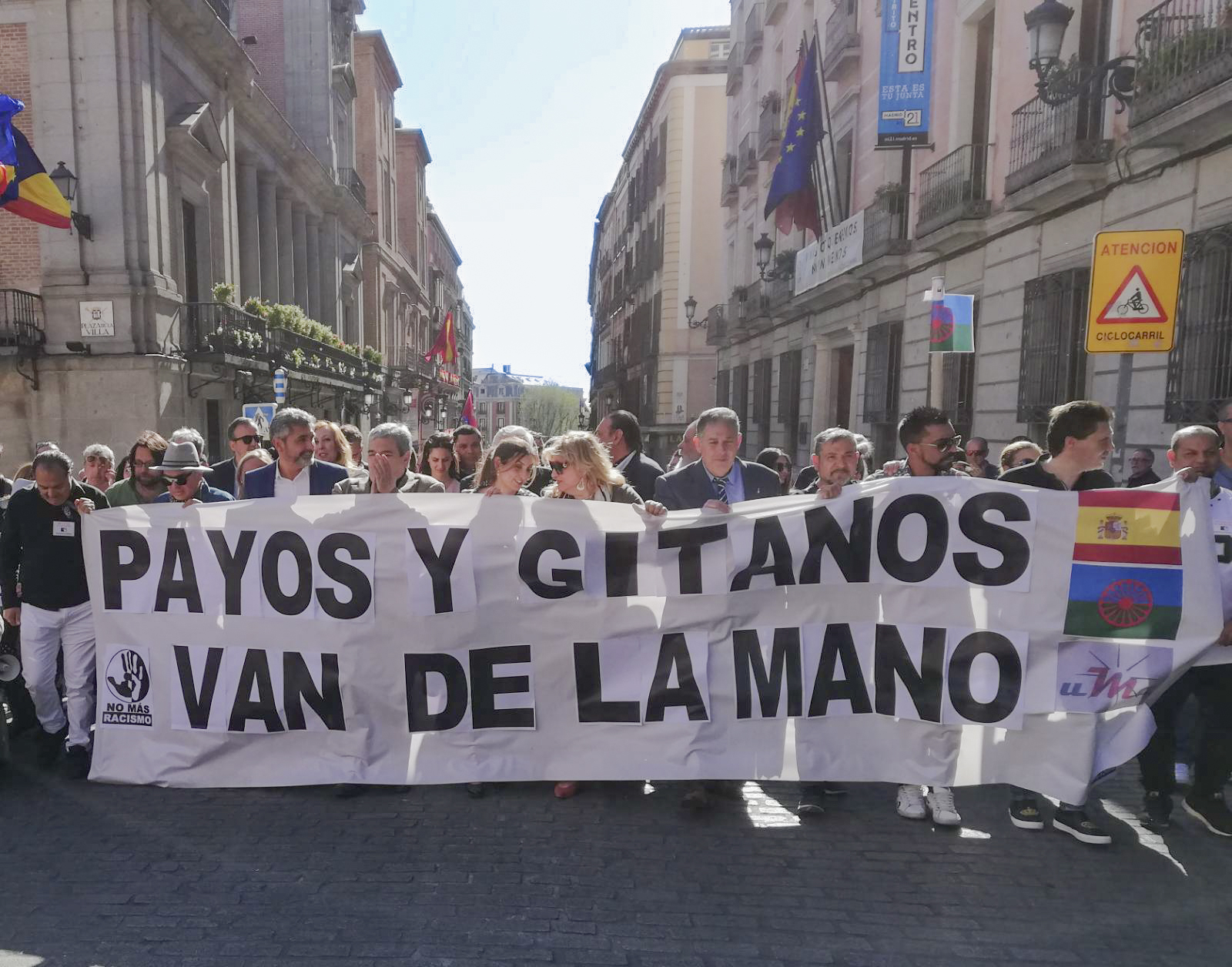
«Payos y gitanos van de la mano», Manifestación contra la Intolerancia en Madrid, 2019

El pueblo gitano en España, también denominado pueblo caló o calé, tiene una historia de aproximadamente seis siglos, desde que se introdujeran en la península en oleadas migratorias. La antropología moderna, gracias al análisis lingüístico del habla gitana, ha podido situar su origen ancestral en el subcontinente indio. La lengua caló de los gitanos españoles proviene del romaní, hablado por los gitanos europeos, que guarda relación con el sánscrito y el prácrito. En la actualidad, el caló está en vías de extinción.
Los gitanos en España poseen rasgos culturales propios y una identidad común. Son ciudadanos de pleno derecho a efectos legales, pero los gitanos en España aún observan altas tasas de pobreza, exclusión social, discriminación laboral y criminalidad. La región con mayor población caló es Andalucía, aunque también destacan en Cataluña, Comunidad Valenciana y Madrid, pero se pueden encontrar comunidades por todo el país. En 2014 se estimaron entre 725 y 750 mil gitanos en España.

## Historia

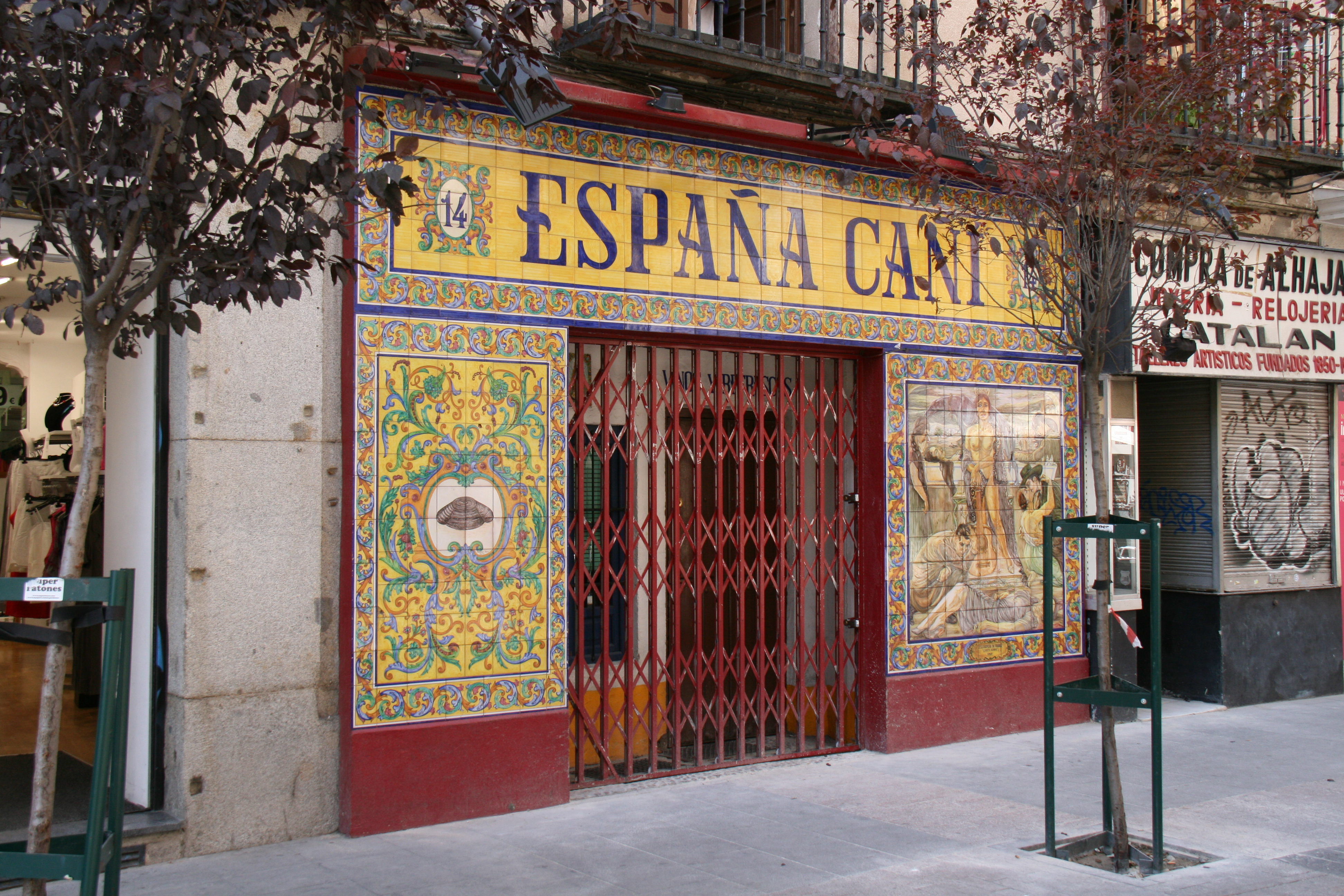
España cañí, que en español significa "España gitana", incluye la palabra en caló cañí y es el nombre de este bar en Madrid, que cuenta con una reproducción de Cante jondo, una pintura de 1929 de Julio Romero de Torres, que representa los estereotipos asociados al flamenco.

### Entrada y primera presencia documentada del pueblo gitano en España
Cómo y cuándo llegaron los gitanos a la península ibérica es una cuestión cuyo consenso dista de haberse alcanzado. Una primera teoría, aunque no demostrada documentalmente, los hace proceder del norte de África, desde donde habrían cruzado el estrecho de Gibraltar para reencontrarse en Francia con la ruta migratoria norteña. Se trataría de los tingitanos (en su pronunciación deformada, gitanos, es decir, procedentes de Tingis, hoy Tánger). La otra, más consistente por estar muy documentada, es la entrada por el norte. Si bien hay controversia en la fecha de su llegada, pues hay constancia de un salvoconducto concedido en Perpiñán en 1415 por el infante Alfonso de Aragón a un tal Tomás, hijo de Bartolomé de Sanno, del que se dice era “Indie Majoris Ethiope” y no egipciano, en peregrinación a Santiago de Compostela. Sí lo era Juan de Egipto Menor, al que en 1425 Alfonso V le concede carta de seguro, el que mayoritariamente es aceptado como el primer gitano en llegar a la península.

«…Como nuestro amado y devoto don Juan de Egipto Menor… entiende que debe pasar por algunas partes de nuestros reinos y tierras, y queremos que sea bien tratado y acogido… bajo pena de nuestra ira e indignación… el mencionado don Juan de Egipto y los que con él irán y lo acompañarán, con todas sus cabalgaduras, ropas, bienes, oro, plata, alforjas y cualesquiera otras cosas que lleven consigo, sean dejado ir, estar y pasar por cualquier ciudad, villa, lugar y otras partes de nuestro señorío a salvo y con seguridad…  y dando a aquellos pasaje seguro y siendo conducidos cuando el mencionado don Juan lo requiera a través del presente salvoconducto nuestro… Entregada en Zaragoza con nuestro sello el día doce de enero del año del nacimiento de nuestro Señor 1425. Rey Alfonso.».

En 1435 fueron vistos en Santiago de Compostela, y en 1462 se les recibió con honores en Jaén. Años más tarde, a los egipcianos (o egiptanos, como se decía en la época, y de donde procede realmente el nombre de gitanos) se le añadieron los grecianos, peregrinos que penetraron por la ribera mediterránea en los años ochenta del siglo XV, probablemente a causa de la caída de Constantinopla. Unos y otros continuaron deambulando por toda la península, siendo bien recibidos al menos hasta 1493, año en el que un grupo de egipcianos llegó a Madrid, donde el Concejo acordó «…de dar limosna a los de Egibto porque a ruego de la Villa pasaron delante, diez reales, para evitar los daños que pudieran hacer trescientas personas que venían…».
En esos años se sucedieron los salvoconductos, otorgados a supuestos nobles gitanos peregrinos. El seguimiento de esos salvoconductos por toda la geografía española revela para algunos investigadores (según Teresa San Román) algunas evidencias:
- El número de gitanos que entraron o habitaron en la Península en el siglo XV se calcula aproximadamente en 3000 individuos.
- Los gitanos viajaban en grupos variables, de 80-150 personas, lideradas por un hombre.
- Cada grupo autónomo mantenía relaciones a distancia con alguno de los otros, existiendo tal vez relaciones de parentesco entre ellos (algo común en nuestros días entre los gitanos españoles).
- La separación entre cada grupo era variable y en ocasiones unos seguían a los otros a corta distancia y por las mismas rutas.
- La estrategia de supervivencia más común era la de presentarse como peregrinos cristianos para buscar la protección de un noble.
- La forma de vida era nómada y se dedicaban a la adivinación y el espectáculo.

### Primeros intentos de asimilación

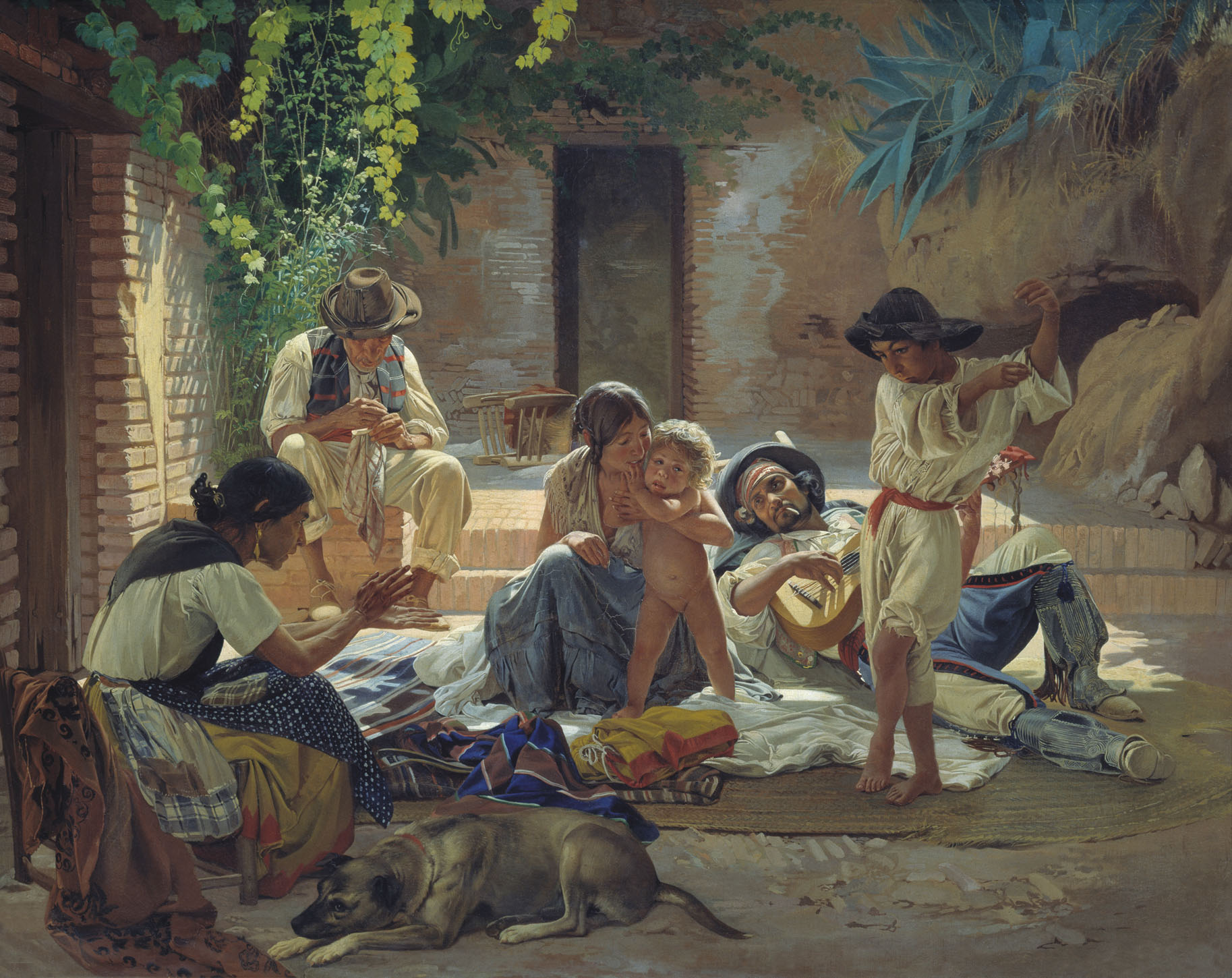
Pintura de una familia gitana española.

En el siglo XV los estereotipos negativos aún no estaban enraizados, y entre la hostilidad y la fascinación la cultura gitana se dispersó por el continente europeo, mezclándose con las culturas y los idiomas locales. Cuando tuvo lugar el descubrimiento de América, en 1492, los gitanos ya estaban esparcidos por toda España. Está plenamente establecido que en 1498, Cristóbal Colón, en su tercer viaje, embarcó a cuatro gitanos que pisaron el nuevo mundo.
La presencia de la población gitana se fue convirtiendo en un desafío para los poderes establecidos, para la población sedentaria y para la religión dominante. El desencuentro entre los no gitanos y los gitanos se iniciaría en España en el siglo XVI. Así, la pragmática de Medina del Campo de 1499 los obligó a abandonar la vida nómada. Esta legislación firmada por los Reyes Católicos daba a los gitanos un plazo de dos meses para su integración. Eso incluía que debían habitar en un domicilio fijo, adoptar un oficio y abandonar su forma de vestir y costumbres, so pena de expulsión o esclavitud:

Mandamos a los egipcianos que andan vagando por nuestros reinos y señoríos con sus mujeres e hijos, que del día que esta ley fuera notificada y pregonada en nuestra corte, y en las villas, lugares y ciudades que son cabeza de partido hasta sesenta días siguientes, cada uno de ellos viva por oficios conocidos, que mejor supieran aprovecharse, estando atada en lugares donde acordasen asentar o tomar vivienda de señores a quien sirvan, y los den lo hubiese menester y no anden más juntos vagando por nuestros reinos como lo facen, o dentro de otros sesenta días primeros siguientes, salgan de nuestros reinos y no vuelvan a ellos en manera alguna, so pena de que si en ellos fueren hallados o tomados sin oficios o sin señores juntos, pasados los dichos días, que den a cada uno cien azotes por la primera vez, y los destierren perpetuamente destos reinos; y por la segunda vez, que les corten las orejas, y estén sesenta días en las cadenas, y los tornen a desterrar, como dicho es, y por la tercera vez, que sean cautivos de los que los tomasen por toda la vida.
Real Pragmática de 1499, fechada en Medina del Campo, Novísima Recopilación, Libro XII, título XVI .

Se los conminó de nuevo en 1539 a la sedentarización bajo pena de seis años de galeras. En España se promulgaron, a partir del año 1499, más de 280 pragmáticas contra el pueblo gitano. Frente a la práctica de la deportación a América, que fue empleada ese mismo siglo por Portugal, los gitanos españoles solamente podían viajar a América con permiso expreso del rey. Felipe II decretó en 1570 una prohibición de entrada a los gitanos en América y ordenó el regreso de los ya enviados. Se conoce el caso de un herrero gitano (Jorge Leal) que consiguió autorización para viajar a Cuba en 1602. Distintos factores hicieron que los gitanos españoles, como los de toda Europa, se resistieran a la asimilación y conservaran sus propios caracteres culturales más o menos intactos. Cervantes escribe en su novela La Gitanilla (1613):

Parece que los gitanos y gitanas solamente nacieron en el mundo para ser ladrones: nacen de padres ladrones, críanse con ladrones, estudian para ladrones y, finalmente, salen con ser ladrones corrientes y molientes a todo ruedo, y las ganas del hurtar y el hurtar son en ellos como accidentes inseparables, que no se quitan sino con la muerte.

A finales del siglo XVII se inició otro movimiento migratorio entre la población gitana del oeste europeo, como consecuencia del recrudecimiento de la persecución en la Europa occidental, que afectaría a España.

### La Gran Redada y el proyecto de exterminio de 1749

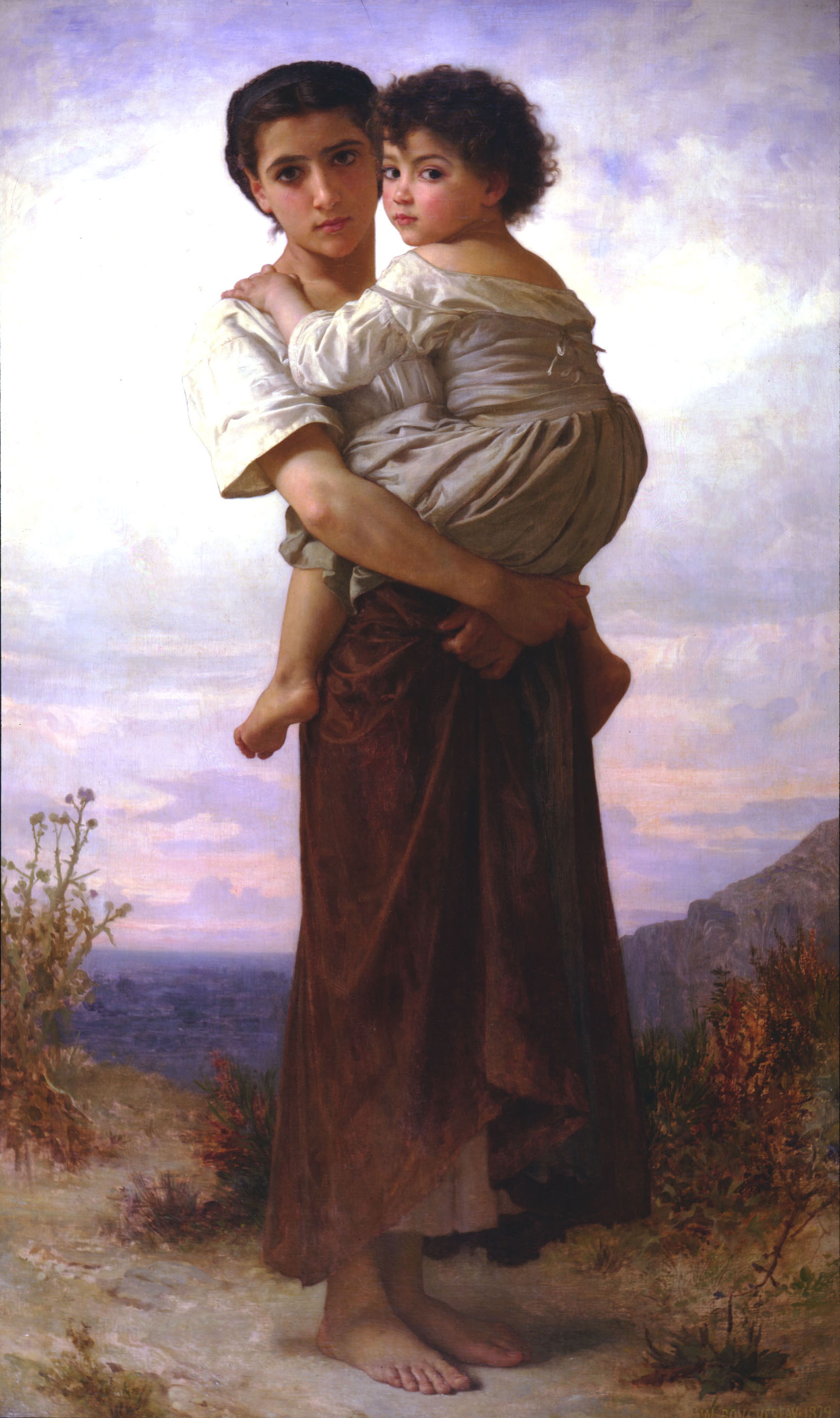
Jóvenes gitanos, obra de William-Adolphe Bouguereau.

En julio de 1749 se produjo la Gran Redada, también conocida como Prisión general de gitanos, con la que se dio inicio al proyecto de "exterminio" autorizado por el rey Fernando VI, y que tras desechar la opción de la expulsión, se encargó al marqués de la Ensenada arrestar y, finalmente «extinguir».,  a todos los gitanos del reino a través de su separación física por sexos y edades. Algo más de 9.000 personas gitanas acabaron presas, siendo repartidos los hombres y niños mayores de siete años entre los tres arsenales peninsulares, en tanto que las mujeres lo fueron entre varias casas de misericordia.
En 1763 se notificó a los gitanos, por orden del rey Carlos III, que iban a ser puestos en libertad. Se produjo un atasco burocrático de dos años más y el Rey ordenó acelerar los trámites y dio órdenes de finalizar el asunto. En julio de 1765, dieciséis años después de la redada, la secretaría de Marina emitió orden de liberar a todos los presos, orden que hacia mediados de mes ya se habría cumplido en todo el país. La última liberación se produjo el 16 de marzo de 1767 de dos gitanos que hasta entonces se hallaban como capataces en los trabajos del camino de Guadarrama; y aún, en 1783, treinta y cuatro años después de la redada, estaban siendo liberados algunos gitanos de Cádiz y Ferrol.
Habría que esperar a la pragmática de 1783 para que los gitanos tuviesen permiso de residencia en cualquier parte del reino. En esa misma pragmática, Carlos III nacionalizaba a los gitanos al declararles ciudadanos españoles y, por lo tanto, el deber y derecho de los niños gitanos a la escolarización a los 4 años, siendo libres de fijar su residencia, o de emplearse y trabajar en cualquier actividad, penalizándose a los gremios que impidieran la entrada o se opusieran a la residencia de los gitanos. Pero a costa de que los gitanos abandonen su realidad étnica, como la forma de vestir, no usar el caló, asentarse y abandonar la vida errante. En esa misma pragmática se ilegalizó la palabra "gitano" en la administración española para referirse al colectivo, por lo que a partir de ese momento, a nivel estatal deja de existir tal distinción.

### Época contemporánea
George Borrow, que se acercó al mundo gitano en la primera mitad del siglo XIX, en sus viajes por Europa como predicador protestante visitó España y aprendió la lengua de los grupos gitanos, traduciendo y publicando el Evangelio en caló. En la década de 1860 se registró otro movimiento hacia el oeste de una numerosa población gitana.
Desde finales del siglo XIX a principios del XX el gitanismo es una temática frecuente en la pintura en España. Se pueden señalar María la Guapa (1914) o Joaquina la gitana (1914), entre otras, de Joaquín Sorolla, La musa gitana (1907) de Julio Romero de Torres,  Baile gitano en una terraza de Granada (1903) de Ignacio Zuloaga o La Paloma (1904) de Isidre Nonell.

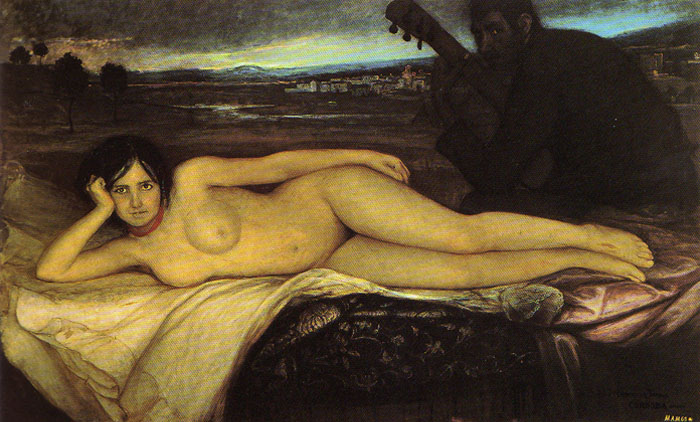
La musa gitana (1907) Julio Romero de Torres

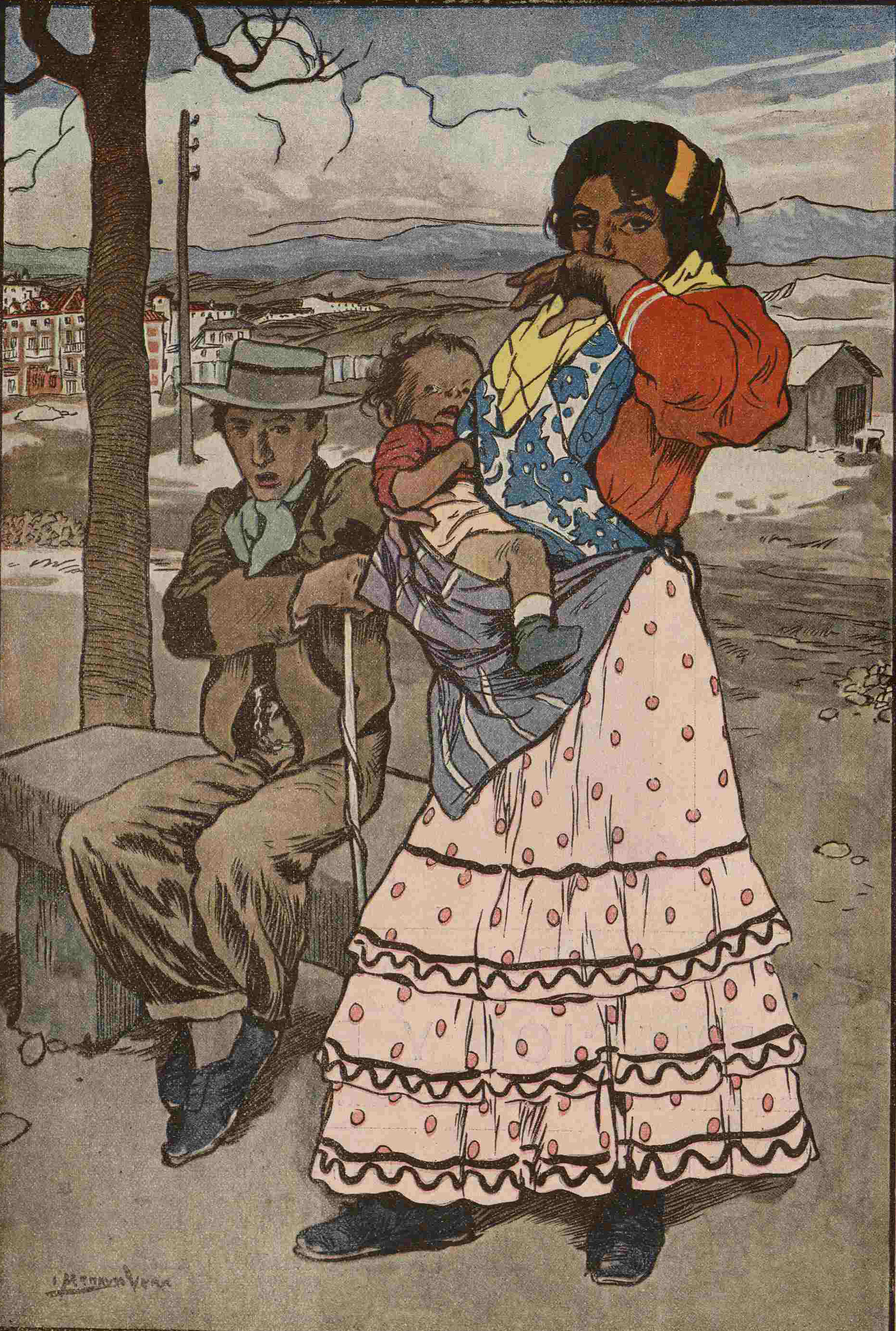
Gitanos a comienzos del siglo en una ilustración de la época. Revista ¡Alegría! (1908)

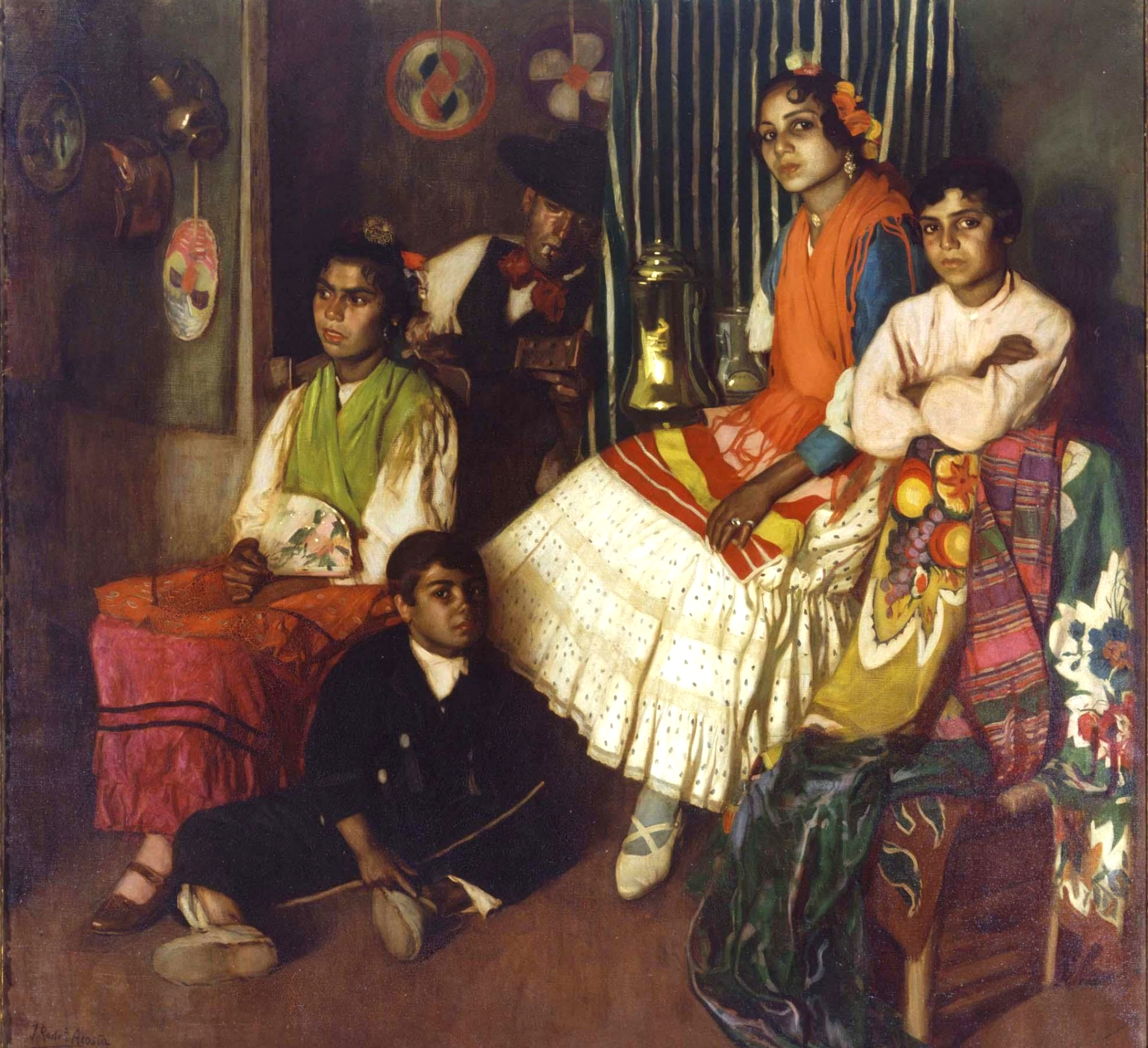
Familia gitana en Sacromonte, obra de José María Rodríguez-Acosta (1908).

En 1928 Federico García Lorca publicó su mayor éxito, Romancero Gitano, cuyo carácter neopopularista es una de las características de la Generación del 27.
En 1964 la tercera nominación española a los Oscar por la mejor película de habla no inglesa fue Los Tarantos, protagonizada por la gran bailaora flamenca del siglo XX, la gitana Carmen Amaya.
En 1976 el escritor albuñolero José Heredia Maya se convirtió en profesor en la Universidad de Granada, siendo el primer profesor universitario y catedrático gitano de España.
En España figuraban hasta 1978 los siguientes artículos en el Reglamento de la Guardia Civil, que databa de 1878:

- Artículo 4. Se vigilará escrupulosamente a los gitanos, cuidando mucho de reconocer todos los documentos que tengan, confrontar sus señas particulares, observar sus trajes, averiguar su modo de vida y cuanto conduzca a formar una idea exacta de sus movimientos y ocupaciones, indagando el punto al que se dirigen en sus viajes y el objeto de ellos.
- Artículo 5. Como esta clase de gente no tiene por lo general residencia fija, se traslada con mucha frecuencia de un lugar a otro, en los que son desconocidos, conviene tomar en ellos todas las noticias necesarias para impedir que cometan robos de caballería o de otra especie.
- Artículo 6. Está mandado que los gitanos y chalanes lleven, además de su cédula personal, la Patente de Hacienda que les autorice para ejercer la industria de tratante de caballerías. Por cada una de éstas llevarán una guía con la clase, procedencia, edad, hierro y señas, la cual se entregará al comprador (...) Los que no vayan provistos de estos documentos o, los que de su examen o comprobación resulte que no están en regla, serán detenidos por la Guardia Civil y puestos a disposición de la Autoridad competente como infractores de la Ley.

Como muestran algunos estudios, la criminalización o encasillamiento ha sido en todos los países el primer paso para desacreditar a la comunidad gitana con objeto de legitimar su marginación y su persecución:

(La pobreza y la exclusión) inciden en la representación social que tiende a asociar "lo gitano" con los peores rasgos de la marginalidad (drogas, delincuencia), perjudicando gravísimamente a muchos de ellos y a las familias que, aun estando en niveles de precariedad social, nunca han realizado actos delictivos de ningún orden.
Asociación Secretariado General Gitano (1999)

En las elecciones de junio de 1977 Juan de Dios Ramírez Heredia obtuvo el acta de diputado por la provincia de Barcelona, siendo el primer diputado gitano de la historia de España y eurodiputado de 1986 a 1999 .
En diciembre de 1978 entró en vigor la Constitución Española: 

Art. 14. Los españoles son iguales ante la ley, sin que pueda prevalecer discriminación alguna por razón de nacimiento, raza, sexo, religión, opinión o cualquier otra condición o circunstancia personal o social.

En 1983 se crea la Asociación Secretariado General Gitano (desde 2004, Fundación Secretariado Gitano) y en 1986 la Unión Romaní Española, organizaciones sociales sin ánimo de lucro que trabajan para la inclusión y la promoción de la comunidad y cultura gitana.
En 1997 el papa Juan Pablo II beatificó al primer gitano de la historia, el franciscano Ceferino Giménez Malla "El Pele", martirizado en Barbastro durante la guerra civil española.
En las Olimpiadas de 2004 el jinete jerezano Rafael Soto Andrade, que llevaba participando en las olimpiadas desde 1996, logró la primera medalla olímpica de un gitano español.
En 2005 se aprobó en el Congreso de los Diputados, con la totalidad de los votos emitidos a favor, una Proposición no de Ley sobre el reconocimiento del pueblo gitano.
A lo largo de 2015 se efectuaron diferentes actos reivindicando la memoria histórica del pueblo gitano en España. En Zaragoza, el 12 de enero se produjo el primer homenaje público a las mujeres que fueron víctimas de la redada de 1749. Encerradas en la Casa de Misericordia, muchas de ellas se enterraron en la iglesia de San Pablo, lugar donde se hizo el homenaje. El 30 de julio se celebró en Madrid un acto memorial para conmemorar el Samudaripen (genocidio gitano) y al día siguiente se inauguró en Pineda de Mar el primer monumento público que recuerda el inicio de la Redada General de gitanos.
En 2017 se celebró en Roquetas de Mar (Almería) la ceremonia de beatificación de Emilia Fernández "La Canastera", primera mujer gitana beatificada por la Iglesia católica, asesinada durante la persecución religiosa de la guerra civil en Almería.
El Consejo de Ministros declaró el año 2025 como Año del pueblo gitano.